# Hypsonotus
Hypsonotus är ett släkte av skalbaggar. Hypsonotus ingår i familjen vivlar.

## Dottertaxa tillHypsonotus, i alfabetisk ordning[1]
- Hypsonotus acutipennis
- Hypsonotus affaber
- Hypsonotus albicans
- Hypsonotus albofasciatus
- Hypsonotus albolineatus
- Hypsonotus albomaculatus
- Hypsonotus albomarginatus
- Hypsonotus albopictus
- Hypsonotus albopunctatus
- Hypsonotus alternatus
- Hypsonotus amoenus
- Hypsonotus apicalis
- Hypsonotus apicatus
- Hypsonotus apocyrtoides
- Hypsonotus arcuatus
- Hypsonotus ater
- Hypsonotus aurarius
- Hypsonotus auriceps
- Hypsonotus auripes
- Hypsonotus auritus
- Hypsonotus aurosus
- Hypsonotus biacutus
- Hypsonotus binotatus
- Hypsonotus bionotatus
- Hypsonotus bipunctatus
- Hypsonotus boeberi
- Hypsonotus bohemani
- Hypsonotus caliginosus
- Hypsonotus callosicollis
- Hypsonotus camelus
- Hypsonotus candidatus
- Hypsonotus canephorus
- Hypsonotus catheloplateus
- Hypsonotus cathetoplateus
- Hypsonotus cervinus
- Hypsonotus chevrolati
- Hypsonotus chrysendetis
- Hypsonotus chrysendetus
- Hypsonotus cilipes
- Hypsonotus cinctipes
- Hypsonotus cingulatus
- Hypsonotus clavulus
- Hypsonotus clericus
- Hypsonotus compressipennis
- Hypsonotus compressus
- Hypsonotus comprimatus
- Hypsonotus costatus
- Hypsonotus costipennis
- Hypsonotus curtisi
- Hypsonotus curtisii
- Hypsonotus dalmani
- Hypsonotus dejeani
- Hypsonotus designatus
- Hypsonotus dives
- Hypsonotus dorsalis
- Hypsonotus dorsiger
- Hypsonotus douei
- Hypsonotus elegans
- Hypsonotus fahraei
- Hypsonotus faldermanni
- Hypsonotus fasciatus
- Hypsonotus fatuus
- Hypsonotus gibbicollis
- Hypsonotus gounellei
- Hypsonotus gyllenhali
- Hypsonotus gyllenhalii
- Hypsonotus hirtipes
- Hypsonotus imbricatus
- Hypsonotus incanus
- Hypsonotus includens
- Hypsonotus infacetus
- Hypsonotus interruptelineatus
- Hypsonotus irrigatus
- Hypsonotus isabellinemarginatus
- Hypsonotus jucundus
- Hypsonotus lacunosus
- Hypsonotus laevicollis
- Hypsonotus languidus
- Hypsonotus lateralis
- Hypsonotus latus
- Hypsonotus leucostictus
- Hypsonotus lineatus
- Hypsonotus loculosus
- Hypsonotus magnificus
- Hypsonotus marginatus
- Hypsonotus marginellus
- Hypsonotus margineus
- Hypsonotus melancholicus
- Hypsonotus molitor
- Hypsonotus morio
- Hypsonotus murinus
- Hypsonotus navicularis
- Hypsonotus nebulosus
- Hypsonotus neglectus
- Hypsonotus niger
- Hypsonotus nitidulus
- Hypsonotus notatus
- Hypsonotus nubilosus
- Hypsonotus obsoletus
- Hypsonotus ocularis
- Hypsonotus paraguayanus
- Hypsonotus pavidus
- Hypsonotus phaeopterus
- Hypsonotus picturatus
- Hypsonotus pilosulus
- Hypsonotus plumipes
- Hypsonotus politus
- Hypsonotus principalis
- Hypsonotus punctatus
- Hypsonotus punctum
- Hypsonotus ramosus
- Hypsonotus reichei
- Hypsonotus rhombifer
- Hypsonotus rotundicollis
- Hypsonotus rotundipennis
- Hypsonotus ruficollis
- Hypsonotus rufipes
- Hypsonotus sahlbergi
- Hypsonotus scenicus
- Hypsonotus schoenherri
- Hypsonotus schonherri
- Hypsonotus scrobiculatus
- Hypsonotus sculpturatus
- Hypsonotus selectus
- Hypsonotus setarius
- Hypsonotus squamosus
- Hypsonotus stanneus
- Hypsonotus stevensi
- Hypsonotus subfasciatus
- Hypsonotus subscutellaris
- Hypsonotus umbilicatus
- Hypsonotus umbrosus
- Hypsonotus vestitus
- Hypsonotus viridiadspersus
- Hypsonotus viridilineatus
- Hypsonotus viridimarginatus
- Hypsonotus viridipupillatus
- Hypsonotus viridisparsus